# Таксодиеви
Таксодиеви е група иглолистни растения, които в миналото са разглеждани като отделно семейство Taxodiaceae. В съвременните класификации таксодиевите образуват пет от седемте подсемейства на семейство Кипарисови (Cupressaceae). Изключение прави род Sciadopitys, който се отличава генетично от всички останали иглолистни и е обособен в самостоятелно семейство Sciadopityaceae.
Таксодиевите включват 10 рода с общо 17 вида, които се класифицират по следния начин:
- Семейство Кипарисови (Cupressaceae)
  - Подсемейство Athrotaxidoideae
    - Род Athrotaxis

  - Подсемейство Cunninghamioideae
    - Род Cunninghamia

  - Подсемейство Sequoioideae
    - Род Metasequoia
    - Род Sequoia – вечнозелена секвоя
    - Род Sequoiadendron – гигантска секвоя

  - Подсемейство Taiwanioideae
    - Род Taiwania

  - Подсемейство Taxodioideae
    - Род Cryptomeria
    - Род Glyptostrobus – воден смърч
    - Род Taxodium
- Семейство Sciadopityaceae
  - Род Sciadopitys